# Centroscelis centroscelisvogeli
Centroscelis centroscelisvogeli es un coleóptero de la familia Chrysomelidae.
Fue descrita científicamente en 1983 por Daccordi.